# Brasiléia
Brasiléia, amtlich portugiesisch Município de Brasiléia, ist eine Stadt im brasilianischen Bundesstaat Acre, ca. 200 km südwestlich von Rio Branco am Rio Acre an der Grenze zu Bolivien, gegenüber der bolivianischen Stadt Cobija, mit der es über die Ponte Binacional Wilson Pinheiro verbunden ist. Südlich angrenzend liegt die Stadt Epitaciolândia. Brasiléia liegt im Amazonasbecken auf etwa 280 m ü NN und hat ein tropisch heißes und feuchtes Klima.
Die Gemeinde hat nach der Volkszählung 2022 26.000 Einwohner, die Brasileenser genannt werden. Die Einwohnerzahl wurde nach der Schätzung des IBGE von 2024 auf 27.841 Bewohner anwachsend berechnet. Die Fläche beträgt rund 3.928 km²; die Bevölkerungsdichte liegt bei 6,6 Personen pro km².

## Geschichte
Brasiléia wurde 1910 gegründet, der Name ist eine Schöpfung aus den Worten Brasil (Brasilien) und hiléia (Wald). Die Gemeinde erhielt Stadtrechte durch das Decreto-Lei Federal n.º 968 vom 21. Dezember 1938.
2012 und Februar/März 2014 kam es zu Überschwemmungen durch Hochwasser des Rio Acre.

## Wirtschaft
Hauptwirtschaftszweig ist die Kautschukgewinnung.

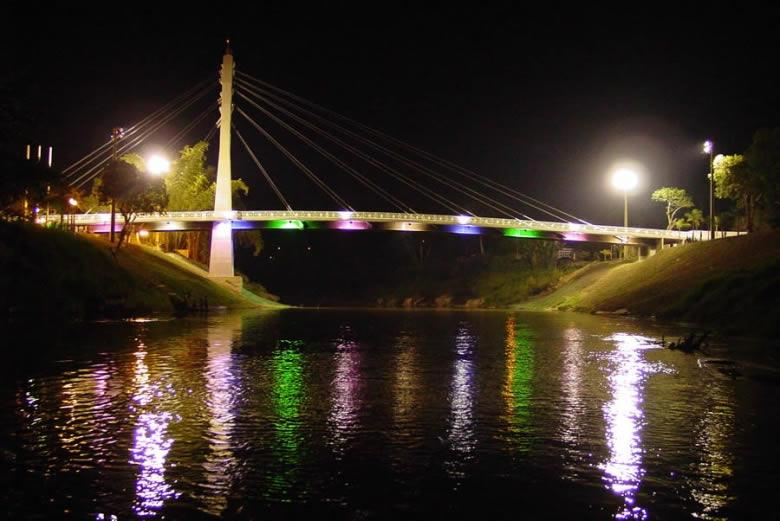
Zweistaatenbrücke: Ponte Binacional Wilson Pinheiro über den Rio Acre
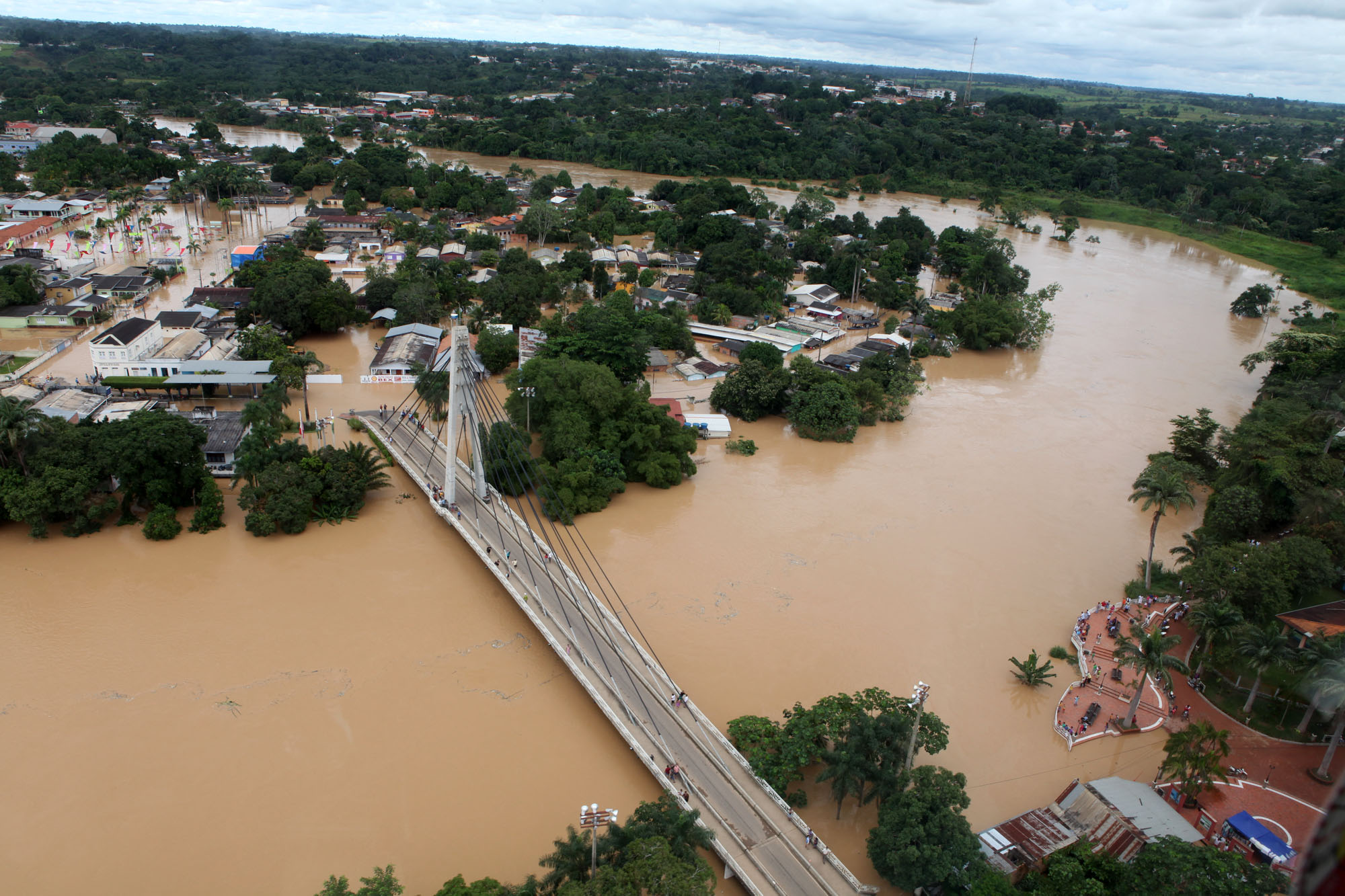
Hochwasser 2012